# Бережновско-маёвская срубная культура
Бережновско-маёвская срубная культура — археологическая культура эпохи поздней бронзы (XVII—XII вв. до н. э.), выделенная в составе срубной культурно-исторической общности и распространённая в степной и частично лесостепной полосе Восточной Европы между Днепром и Волгой. Является поздней по отношению к покровской срубной культуре.

## История исследования
Первооткрывателем срубной культуры является В. А. Городцов, который в 1901—1903 гг. в процессе исследования курганных древностей Северского Донца обратил своё внимание на скорченные погребения в деревянных рамах — срубах. В соответствии с конструктивными особенностями погребального сооружения, выделенная им культура, получила название срубной. С накоплением археологического материала исследователи начали обращать своё внимание на локальные различия в среде срубной культуры. В 70-х гг. Н. Я. Мерперт и Е. Н. Черных вводят в научный оборот понятие «срубной культурно-исторической общности», что отражало её культурную неоднородность. Позднее И. Ф. Ковалёва выделяет в её среде маёвский тип памятников, а Н. К. Качалова — бережновский. Общие черты погребального обряда позволили В. В. Отрощенко в 90-х гг. объединить оба типа в отдельную бережновско-маёвскую культуру в составе срубной культурно-исторической общности.

## Происхождение культуры
Бережновско-маёвская срубная культура формировалась на основе субстрата бабинской культуры и суперстрата покровской срубной культуры, которая проникала в её ареал в пределах междуречья Дона и Волги. Таким образом, бережновско-маёвская срубная культура формировалась в зоне покровского вторжения и влияния, а за пределами этой зоны бабинская культура эволюционировала или значительно повлияла на формирование сабатиновской культуры, которая была распространена в степной полосе от Дуная до Приазовья, включая Крымский полуостров.

## Бережновско-маёвская срубная культура
Бережновско-маёвская срубная культура (XVII—XII вв. до н. э) распространена в степной и лесостепной полосе от Ингульца до Волги. Эпонимными памятниками являются Бережновский курганный могильник в Поволжье и Маёвский могильник у г. Днепр. В 70-х гг. XX в. Н. К. Качаловой был выделен бережновский тип памятников, а И. Ф. Ковалёвой — маёвский. Общие черты погребального обряда позволили В. В. Отрощенко объединить оба типа в отдельную бережновско-маёвскую культуру в составе срубной культурно-исторической общности. Ю. М. Бровендер выделяет в её среде степановский тип памятников. Сформировалась на базе бабинской и покровской срубной культуры. Памятники представлены поселениями, курганными и грунтовыми могильниками, рудниками, мастерскими, кладами и случайными находками. Поселения располагались в непосредственной близости от рек на небольших возвышениях. Жилища представлены землянками, полуземлянками и наземными постройками с каменными основаниями стен. Для отопления жилищ использовали очаги. Погребальные памятники представлены курганными и грунтовыми могильниками. Курганные некрополи размещаются преимущественно на террасах или возвышенностях по берегам рек, реже — на водоразделах. Включают небольшое количество насыпей, как правило, с несколькими досыпками. Практиковалось сооружение длинных курганов. Усопших хоронили преимущественно в подпрямоугольных ямах, иногда каменных ящиках, в срубах в скорченном положении на левом боку, головой на восток. Известны также и кремации. Грунтовые могильники бережновско-маёвской культуры размещаются преимущественно на краях коренных берегов, первых надпойменных террасах и на небольших природных возвышенностях в пойме — в непосредственной близости от рек и синхронных им поселений. Погребения представлены ингумациями и кремациями. Захоронения по обряду ингумации совершались в подпрямоугольных ямах и каменных ящиках. Погребений в срубах на территории грунтовых могильников не зафиксировано. Усопшие располагались в скорченном положении на левом боку, головой на восток. Кремации представлены погребениями в сосудах-урнах и в небольших грунтовых ямках. В качестве погребального инвентаря выступают сосуды, реже встречаются изделия из металла. Керамика представлена баночными, горшковидными и острореберными сосудами с геометрическим орнаментом в виде горизонтальных и наклонных линий, каннелюров, зигзагов, ёлочек и прочих геометрических фигур. Иногда на сосудах, преимущественно в их верхней части, встречается шнуровой орнамент и разнообразные знаки в виде крестов, солярных знаков, прямоугольников, схематических антропоморфных и зооморфных изображений. Ряд исследователей видит в них примитивное пиктографическое письмо. Содержание этих знаков пока не расшифровано. В погребениях встречается также и деревянная культовая посуда, порой с бронзовыми оковками. Орудия труда и оружие из камня представлены разнообразными топорами и булавами, скреблами, молотами, ножами, наковальнями, рудотёрками и абразивами. Широко распространены изделия из кости: псалии, шилья, лощила, проколки, иглы, спицы, наконечники стрел. Орудия из металла представлены топорами, серпами, тёслами и долотами, проколками, иглами, черенковыми ножами с выделенным перекрестием и кинжалами с кольцевым упором. Распространены и украшения из металла: кольца, височные серьги, подвески из проволоки. Основу хозяйства составляло стойловое и отгонное скотоводство, которое дополняло земледелие. В этническом плане носители бережновско-маёвской культуры представляют ираноязычную группу индоевропейской языковой семьи. В последнее время активно ведется научная дискуссия относительно верхнего хронологического предела срубной культурно-исторической общности. Некоторые исследователи продлевают её время существования вплоть до IX—VIII вв. до н. э.

## Тип хозяйства
Тип хозяйства носителей бережновско-маёвской срубной культуры базировался преимущественно на стойловом и отгонном скотоводстве, которое частично дополнялось земледелием. В Днепро-Донецком междуречье обнаружены единичные зёрна культурных злаков, что свидетельствует о наличии пойменного земледелия в хозяйстве племён бережновско-маёвской культуры. Приоритетным являлось разведение крупного рогатого скота, меньший процент в стаде составляли лошади. Важную роль в хозяйстве населения бережновско-маёвской культуры занимало горно-металлургическое производство, которое связано с разработкой Бахмут-Торецкой котловины. Именно в это время образуется Донецкий горно-металлургический центр, представленный Лобойковским очагом металлообработки, расцвет которого приходится именно на время развития бережновско-маёвской культуры. Продукция местных мастеров представлена клёпаными казанами на коническом поддоне, ножами срубного типа, кинжалами, наконечниками копий, топорами-кельтами и серпами.